# Tout le plaisir est pour nous
Tout le plaisir est pour nous est une adaptation francophone de la pièce de théâtre Move Over Mrs Markham de Ray Cooney et John Chapman, créée à Londres en 1969.
Cette adaptation est l’œuvre de Sébastien Castro en 2009 et est créée le 28 avril 2009 en Suisse, au Théâtre Montreux-Riviera dans une mise en scène de Rodolphe Sand, assisté d’Emmanuelle Tachoires. La pièce est ensuite jouée en tournée en France, en Suisse et à Monaco (54 représentations au total). Elle a ensuite été reprise à Paris, d’abord au Théâtre Rive Gauche pour cent représentations à partir du 20 janvier 2010 puis au Palais des Glaces pour la période estivale.
L'adaptation est publiée aux éditions Art et Comédie.
La pièce originale, Move Over Mrs Markham, a fait l’objet en 1972 d’une première adaptation française par Marcel Mithois, sous le titre Le Saut du lit.

## Distribution
Création au Théâtre Montreux-Riviera
- Marie-Catherine Lebreton : Virginie Lemoine
- Alexandre Enzo : Sébastien Castro
- Elena : Pauline Klaus
- Cyrielle Courtois : Lydie Muller
- Jean-Loup Lebreton : Thierry Redler
- Arnaud Courtois : Jean-Marie Rollin
- Serge Vinard : Steve Riccard
- Anne-Suzie Bouillon de Chazourne : Laurence Badie
- Lydie Boulet : Pauline Klaus

Changements en tournée et au Théâtre Rive Gauche
- Le rôle d’Alexandre Enzo a été interprété en tournée et au Théâtre Rive Gauche par Sébastien Castro et Laurent Hugny en alternance.
- Le rôle de Cyrielle Courtois a été interprété en tournée par Gaëlle Lebert et Lydie Muller en alternance et au Théâtre Rive Gauche par Gaëlle Lebert.
- Au Théâtre Rive Gauche, le rôle de Marie-Catherine Lebreton a été repris à partir d’avril 2010 par Véronique Barrault et Armelle, en alternance.

Palais des Glaces
- Marie-Catherine Lebreton : Véronique Barrault
- Alexandre Enzo : Sébastien Castro
- Elena : Pauline Klaus
- Cyrielle Courtois : Florence Maury
- Jean-Loup Lebreton : Patrick Zard
- Arnaud Courtois : Jean-Marie Rollin
- Serge Vinard : Benoît Moret
- Anne-Suzie Bouillon de Chazourne : Christel Charpentier
- Lydie Boulet : Pauline Klaus